# Bernard O’Reilly (Bischof von Hartford)
Bernard O’Reilly (* 1. März 1803 in Columcille, County Longford, Irland; † 22. Januar 1856 auf See im Atlantik) war ein irischer Geistlicher in den Vereinigten Staaten und römisch-katholischer Bischof von Hartford.

## Leben
O’Reilly emigrierte 1825 von Irland in die Vereinigten Staaten und studierte in Montreal (Québec, Kanada) sowie in Baltimore. Er empfing das Sakrament der Priesterweihe am 16. Oktober 1831 in New York durch den Koadjutorbischof von Philadelphia, Francis Patrick Kenrick.
Am 19. Juli 1850 wurde O’Reilly zum Koadjutorbischof von Hartford und Titularbischof von Pompeiopolis in Cilicia ernannt, ehe er am 9. August desselben Jahres dem verstorbenen William Barber Tyler als Bischof von Hartford nachfolgte. Er empfing die Bischofsweihe am 10. November 1850 durch den Bischof von Buffalo, John Timon; Mitkonsekratoren waren John McCloskey, Bischof von Albany, und John Bernard Fitzpatrick, Bischof von Boston.
Er starb während einer Schiffsreise von Liverpool nach New York City an Bord der Pacific auf hoher See im Atlantik.